# Marcelo Mazzarello
Marcelo Rodolfo Mazzarello(Buenos Aires, 13 de febrero de 1965) es un actor argentino de cine, teatro y televisión. Tras comenzar actuando en obras de teatro y debutar en la televisión con la serie ¡Grande, pa! en 1991, su carrera tomó impulso después de interpretar a Coco en la telecomedia Naranja y media (1997), por la cual ganó un Premio Martín Fierro como artista revelación.
Su carrera en la televisión incluye papeles como el de «Rocky» en Muñeca brava (1998-1999), donde formó un dúo cómico con Gino Renni, y Miguel Quesada en Sos mi vida (2006-2007), papel que le valió dos candidaturas al Martín Fierro como actor de reparto en comedia. Asimismo, interpretó a Miguel «El Loco» Ortiz en El marginal (2019) y a Carlos Bilardo en Maradona, sueño bendito (2021). Por su trabajo en las obras de teatro El hijo de puta del sombrero (2012-2013) y Mamá decía (2016) obtuvo dos Premios Estrella de Mar.
En el cine, tuvo un papel en el drama Felicidades (2000) y protagonizó la comedia dramática La suerte está echada (2005), filmes por los que recibió candidaturas a los Premios Cóndor de Plata como mejor actor de reparto y mejor actor, respectivamente. En 2024, lanzó El ciudadano modelo, una comedia financiada, protagonizada, escrita, producida y dirigida por él mismo.

## Biografía
Mazzarello nació en Monserrat (Buenos Aires) y vivió en Villa Crespo hasta los once años de edad, cuando se mudó a Barrio Norte. Mientras era un estudiante del secundario Guido Spano, actuó en el Teatro Regio en la obra Degeneración en generación. Aunque era tímido y solo participó para tener menos horas de clase, descubrió que era capaz de ser gracioso. Asistió a la Universidad de Buenos Aires para estudiar veterinaria, pero abandonó después de pocas semanas. Posteriormente estudió comedia musical con Pepe Cibrián Campoy y asistió a un seminario sobre humor de Norman Briski a los veinticinco años de edad. Durante un tiempo fue asistente de fotografía en la Editorial Perfil y la revista Playboy.
Con la idea de encontrar un «destino distinto», se mudó a El Bolsón y después a Bariloche, donde filmaba a turistas y les vendía la grabación en VHS. De vuelta en Buenos Aires, conoció a Alfredo Casero mientras paseaba perros en una plaza y más tarde actuaron juntos en el Parakultural. Continuó actuando en el Parakultural haciendo una dumpla con José Luis Oliver. En 1991, debutó en la televisión con un papel en la serie ¡Grande, pa!. En 1992, protagonizó la obra teatral La gran ilusión, dirigida por David Amitin, que lo llevó a hacer una gira por Alemania, y tuvo un pequeño papel en Volpone, también de Amitin.
Aunque había trabajado en el teatro, Mazzarello aún trabajaba con su padre en el puerto haciendo trámites de importación y exportación. A raíz de una publicidad para YPF con José Luis Oliver, el director Rodolfo Ledo les propuso actuar en la telecomedia Naranja y media (1997), protagonizada por Guillermo Francella. Con su interpretación de Coco en Naranja y media obtuvo un Premio Martín Fierro al artista revelación, logró captar la atención de los medios y se volvió en uno de sus papeles más recordados. Tras el éxito de Naranja y media, al año siguiente se reunió con Oliver y Mariana Prommel en la obra Teatro Zen, y encarnó al popular chofer Morgan «Rocky» en la telenovela Muñeca brava (1998-1999), en donde su personaje hacía dueto cómico con el de Gino Renni. En 1999, formó parte de la tira Buenos vecinos en Telefé, y de la película dramática Felicidades (2000), ambientada en la víspera de Navidad y dirigida por Lucho Bender.
Su trabajo en Felicidades le valió una candidatura a los Premios Cóndor de Plata como mejor actor de reparto. En 2006 volvió a ser nominado a los Cóndor de Plata pero como mejor actor por su actuación en la comedia dramática La suerte está echada (2005), del director Sebastián Borensztein. En La suerte está echada Mazzarello y Gastón Pauls interpretan a dos hermanastros que se vuelven a reunir después de años distanciados. Recibió candidaturas a los Premios Martín Fierro 2006 y 2007 como mejor actor de reparto en comedia por Sos mi vida.
En 2012, fue protagonista de la serie de televisión Historias clínicas, encarnando al personaje de Discepolín. Asimismo, participó como coprotagonista en la película La boleta, dirigida por Andrés Paternostro. En 2013, se alejó de los papeles cómicos para interpretar a un policía corrupto en un capítulo del unitario Santos y pecadores, con Darío Grandinetti, y ese mismo año ganó el Premio Estrella de Mar al mejor actor de reparto, compartido con Fernán Mirás, por su labor en El hijo de puta del sombrero, protagonizada por Pablo Echarri y Nancy Duplaá.
En 2014, actuó y dirigió el unipersonal Mazzarello no chilla, escrito por él mismo y producido por Flor Argento, y estrenado en el Teatro del Picadero. La obra alcanzó las cien funciones en el Teatro Columbia. Por esta labor recibió nominaciones a los premios Florencio Sánchez y Estrella de Mar. En 2016, obtuvo el premio Estrella de Mar, esta vez como protagonista en comedia, por su trabajo en la obra Mamá decía. Continuó actuando en el teatro, en obras como La Denuncia (2016), El avaro (2017) y Chorros (2018).
En 2019 apareció en la tercera temporada de la serie televisiva El marginal interpretando al «Loco» Ortiz, un exfutbolista que termina preso. En 2021 se estrenó la serie Maradona, sueño bendito, donde Mazzarello interpretó a Carlos Bilardo, uno de sus papeles favoritos. En 2024 lanzó su ópera prima como director de cine, la comedia El ciudadano modelo, una comedia de 57 minutos que además protagonizó, escribió y produjo. La trama sigue a un emprendedor que intenta conseguir la habilitación del estado para abrir un local de tango, pero se entrenta a las trabas y la burocracia estatal. La producción estuvo financiada por él mismo, sin recibir apoyo económico del estado y se filmó durante cinco días. El actor explicó que no quería someter su idea ante «un comité de expertos del INCAA» y criticó «la mentalidad de frenar todo por cualquier excusa», agregando que «en vez de una mentalidad colaborativa, hay una mentalidad extorsiva». El ciudadano modelo se distribuyó de forma gratuita a través de YouTube.

## Vida privada
Mazzarello está en pareja con la bailarina de tango Florencia Argento desde 2012.
Ha criticado el peronismo y la gestión presidencial de Alberto Fernández en varias ocasiones. Al respecto de Javier Milei, opinó que «está donde está porque antes se hizo lo que se hizo, está ahí por los votantes que vivieron el espanto anterior y buscaban un cambio absoluto».
En 2020, durante la cuarentena por COVID-19 en Argentina, el actor criticó el manejo que se se hizo de la pandemia en el país. Su padre, Juan Carlos Mazzarello, quien había sufrido un accidente doméstico, fue ingresado a una clínica antes de que comenzara la pandemia y una vez que comenzaron las restricciónes, no se le permitió visitarlo. Tras el fallecimiento de su padre, el actor declaró más tarde: «La pandemia se volvió una excusa para abandonar pacientes que no tengan covid. Son los muertos que no figuran en las estadísticas. Son los muertos de la dictadura sanitaria».
El actor también criticó la implementación de vacunas contra el COVID-19 y consideró que «es peor el remedio que la enfermedad». Posteriormente afirmó: «En la pandemia cedimos, con mucha facilidad, nuestras libertades individuales, el derecho a respirar, el derecho a acompañar a los convalecientes, el derecho a decidir sobre nuestro cuerpo, el derecho a un debate científico serio».

## Trabajos

### Cine
- La herencia del tío Pepe (1997)
- Felicidades (2000)
- La fuga (2001)
- Chúmbale (2002)
- La suerte está echada (2005)
- La demolición (2005)
- Pretendiendo (2006)
- Horizontal/Vertical (2007-2008)
- Dos amigos y un ladrón (2008)
- La leyenda (2008)
- La boleta (2012)
- Instrucciones para la poligamia (2018)
- El ciudadano modelo (2024)

### Televisión
| Año       | Título                         | Canal              | Personaje                 |
| --------- | ------------------------------ | ------------------ | ------------------------- |
| 1991-1993 | Grande Pa                      | Telefe             | Médico / mozo             |
| 1997      | Naranja y media                | Telefe             | Diogenes "Coco" Pupato    |
| 1998      | Lo tuyo es mio                 | Canal 13           | Pedro                     |
| 1998-1999 | Muñeca brava                   | Telefe             | Morgan "Rocky"            |
| 1999-2001 | Buenos vecinos                 | Telefe             | Luis                      |
| 2003      | Malandras                      | Canal 9            | Tony Bertolotti           |
| 2003      | Flavia                         | Canal 9            | Rolo                      |
| 2004      | Sin código                     | Canal 13           | Zeta                      |
| 2005      | Hombres de honor               | Canal 13           | Esteban                   |
| 2005      | Numeral 15                     | Telefe             | Ep:"Sin crédito"          |
| 2006      | Sos mi vida                    | Canal 13           | Miguel Quesada            |
| 2007      | Casi ángeles                   | Telefe             | El payaso Llorón          |
| 2008      | Por amor a vos                 | Canal 13           | Luis                      |
| 2011-2012 | Los Únicos                     | Canal 13           | Adolfo Fortuna            |
| 2013      | Historia clínica               | Telefe             | Ep: "Discepolín"          |
| 2013      | Los vecinos en guerra          | Telefe             | Francisco "Pancho" Joglar |
| 2014      | Viudas e hijos del Rock & Roll | Telefe             | Polaco                    |
| 2017      | Animadores                     | TV Pública         | Víctor                    |
| 2018      | Simona                         | Canal 13           | Jonathan "Johnny" Lambaré |
| 2018      | El host                        | FOX                | El mismo                  |
| 2019      | El marginal                    | TV Pública/Netflix | Miguel "El Loco" Ortiz    |
| 2021      | Maradona, sueño bendito        | Amazon Prime Video | Carlos Bilardo            |

### Teatro
- Cuando duerme conmigo 2023-2024 - Teatro Provincial
- Chorros - 2018
- La Denuncia - 2017
- El avaro de Molière dirigido por Corina Fiorillo - 2016
- Mamá decía - Nuevo Teatro Santa Fe - 2016
- Mazzarello no chilla. Unipersonal escrito y dirigido por Marcelo Mazzarello. Teatro Picadero. Gira nacional - 2014-2015
- El hijo de puta del sombrero - Paseo La Plaza - 2012-2013
- La pulga en la oreja - Alicia Zanca - 2011
- Días eternos - Teatro Cervantes - 2009-2010. Gira federal.
- Vidé, la cinta fija - Norman Briski - Centro Cultural Caras y Caretas - 2008
- Hamel, teatro sin animales - Ciudad Konex - 2007
- El pan de la locura - Teatro de la Ribera -  2006
- El enfermo imaginario - Kado Kotszer - 2005
- ¿Quién son vó! - Teatro Belisario - 2003
- Sexo mentiras y dinero - 2003
- El empresario - Kado Kostzer- Teatro Margarita Xirgu - 2002
- Los locos de la reina - Lía Jelín- Teatro del Nudo - 2001
- Teatro Zen - Teatro de la Comedia - 1997
- Volpone - TeatroSan Martín - 1995
- La gran ilusión - Gira Alemania - 1992

## Premios y nominaciones
| Año  | Premio                   | Categoría                   | Título                       | Resultado |
| ---- | ------------------------ | --------------------------- | ---------------------------- | --------- |
| 1997 | Premio Martín Fierro     | Revelación                  | Naranja y media              | Ganador   |
| 2001 | Premio Cóndor de Plata   | Actor de reparto            | Felicidades                  | Nominado  |
| 2004 | Premio Cóndor de Plata   | Actor protagónico           | La suerte está echada        | Nominado  |
| 2006 | Premio Martín Fierro     | Actor de reparto en comedia | Sos mi vida                  | Nominado  |
| 2007 | Premio Martín Fierro     | Actor de reparto en comedia | Sos mi vida                  | Nominado  |
| 2013 | Premio Estrella de Mar   | Actor de reparto en comedia | El hijo de puta del sombrero | Ganador   |
| 2013 | Premios ACE              | Actor de reparto en comedia | El hijo de puta del sombrero | Nominado  |
| 2015 | Premio Florencio Sánchez | Mejor unipersonal           | Mazzarello no chilla         | Nominado  |
| 2015 | Premio Estrella de Mar   | Mejor unipersonal           | Mazzarello no chilla         | Nominado  |
| 2016 | Premio Estrella de Mar   | Protagonista en comedia     | Mamá decía                   | Ganador   |